# Camins de ronda de Lloret de mar

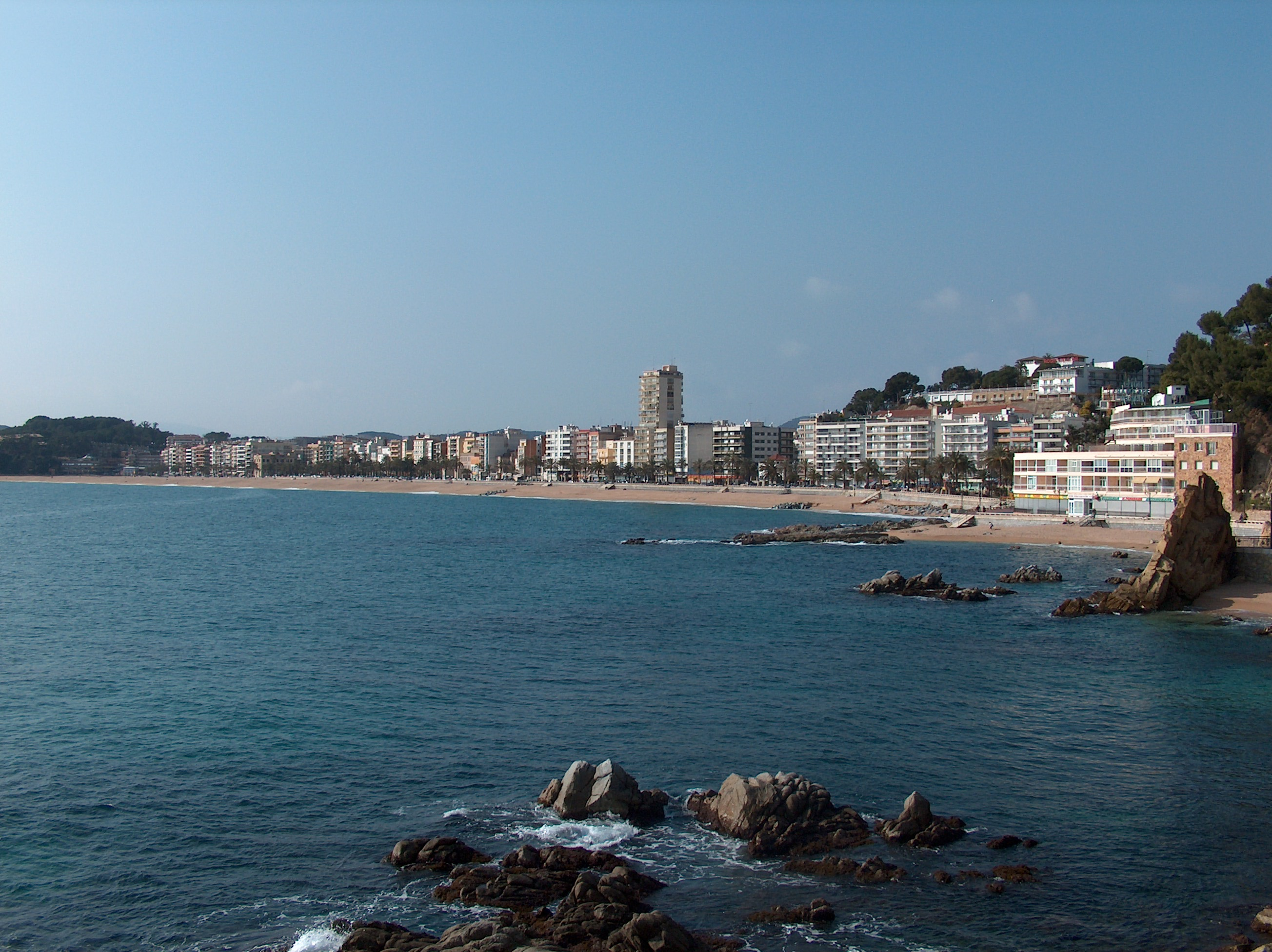
Fi del cami ronda a la platja de Lloret

Els camins de ronda de Lloret de Mar són uns antics camins que vorejaven el litoral a través de cales i interiors de la muntanya propera a la costa. Són uns punts de gran bellesa i uns indrets privilegiats per tal de gaudir de les vistes de la costa.
N'hi ha dos d'especial bellesa en aquest indret: El camí de ronda de Lloret de Mar a la Platja de Fenals, i el de Lloret de Mar a la Cala d'en Simó. Aquestes són les seves característiques:
| Camí de Ronda 1: Lloret de Mar - Platja de Fenals |                                             |
| Sortida                                           | Museu del Mar                               |
| Arribada                                          | Platja de Fenals                            |
| Tipus de ruta                                     | Lineal                                      |
| Dificultat                                        | Baixa                                       |
| Durada                                            | 40 minuts                                   |
| Desnivell                                         | 76 metres                                   |
| Senyalització                                     | Marques GR (color blanc i vermell), PR, SL. |
| Apta per a nens?                                  | Si                                          |

| Camí de Ronda 2: Lloret de Mar - Cala d'en Simó |                                                                                              |
| Sortida                                         | Museu del Mar                                                                                |
| Arribada                                        | Cala d'en Simó                                                                               |
| Tipus de ruta                                   | Lineal                                                                                       |
| Dificultat                                      | Baixa                                                                                        |
| Durada                                          | 45 minuts                                                                                    |
| Desnivell                                       | 76 metres                                                                                    |
| Senyalització                                   | Marques GR (color blanc i vermell), senyals verticals i horitzontals de Turisme de Catalunya |
| Apta per a nens?                                | Sí                                                                                           |